# Marele Premiu al Qatarului
Marele Premiu al Qatarului este un eveniment de curse auto de Formula 1. A avut loc pentru prima dată pe 21 noiembrie 2021, ca parte a sezonului din 2021. Evenimentul a stabilit a patra cursă de noapte completă din calendarul de Formula 1, după Marele Premiu al statului Singapore, Bahrainului și Sakhirului.

## Istoric
Sezonul de Formula 1 din 2021 a fost inițial planificat cu 23 de curse. Runda de deschidere a sezonului, Marele Premiu al Australiei, a fost inițial amânată din cauza restricțiilor COVID-19 din țară, înainte de a fi anulată.
Anularea Marelui Premiu al Australiei a avut loc târziu în timpul sezonului și a lăsat un loc vacant în calendar, iar Marele Premiu inaugural al Qatarului a fost anunțat ca înlocuitor în octombrie 2021.
 

## Edițiile Marelui Premiu al Qatarului
Toate edițiile au avut loc pe Circuitul Internațional Lusail.
| An     | Pole position     | Cel mai rapid tur | Pilotul câștigător | Constructorul câștigător   | Raport            |                   |
| ------ | ----------------- | ----------------- | ------------------ | -------------------------- | ----------------- | ----------------- |
| 2023   | Max Verstappen    | Max Verstappen    | Max Verstappen     | Red Bull Racing-Honda RBPT | Raport            |                   |
| 2022   | Nu s-a desfășurat | Nu s-a desfășurat | Nu s-a desfășurat  | Nu s-a desfășurat          | Nu s-a desfășurat | Nu s-a desfășurat |
| 2021   | Lewis Hamilton    | Max Verstappen    | Lewis Hamilton     | Mercedes                   | Raport            |                   |
| Sursa: |                   |                   |                    |                            |                   |                   |